# Pauli Arbarei
Pauli Arbarei – miejscowość i gmina we Włoszech, w regionie Sardynia, w prowincji Sud Sardegna.
Według danych na rok 2004 gminę zamieszkiwało 720 osób, 48 os./km². Graniczy z Las Plassas, Lunamatrona, Siddi, Tuili, Turri, Ussaramanna i Villamar.